# Вера (2012)
Вижте пояснителната страница за други значения на Вера.
"Вера" е късометражен игрален филм от 2012 г. с режисьор Лиза Боева и продуцент "Филизи 33". В главната роля е Ицко Финци.
Премиерата на филма е на 8 март 2013 г. в Дом на киното, София. Представен е в рамките на София филм фест 2013 г.

## Анотация
В навечерието на своя 80-годишен юбилей професор от Сорбоната получава писмо от жена, която не е виждал 50 години. Някогашната му голяма любов – Вера…

## Награди
Филмът получава наградата „Златен Витяз“ на едноименния фестивал в гр. Омск, Русия (24 май 2012 г.).